# Überfallwehr

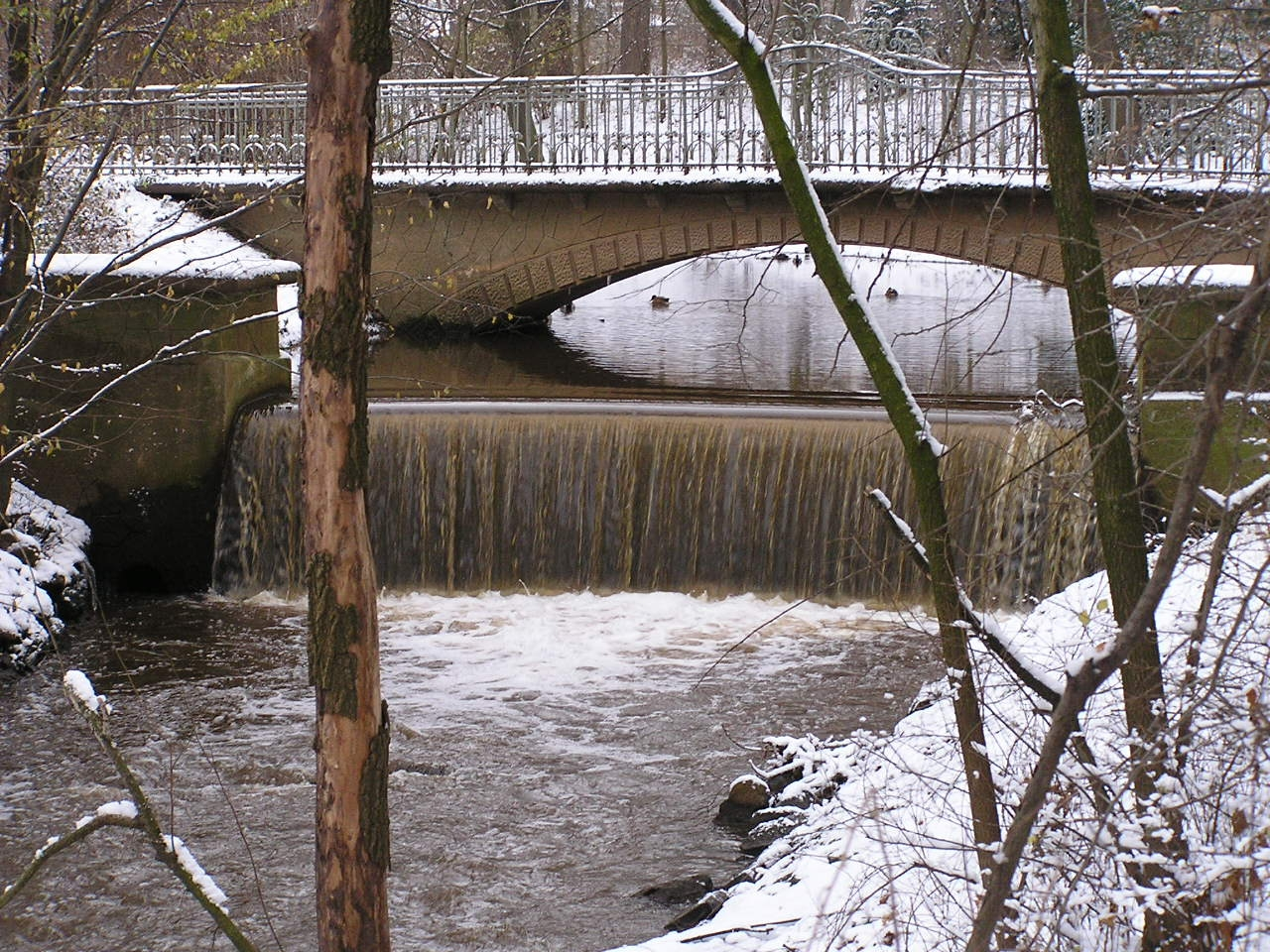
Ein Überfallwehr aus Beton zu Aufstauung eines Teiches

Schematische Darstellung des Überfallwehrs

Ein Überfallwehr ist ein festes Wehr, das gekennzeichnet ist durch einen festen Wehrkörper ohne bewegliche Verschlüsse, also durch eine sehr einfache Bauweise. Im Gegensatz zum Grundwehr ist es nicht zwingend dauerhaft überströmt. Die angeströmte Fläche steht meistens senkrecht im Oberwasser; an sie schließen sich die Überfallkrone, der Wehrrücken und das Tosbecken an.
Wenn eine Regulierung des Überfalls ermöglicht wird  durch eine Kombination mit einem Segmentschütz, das auf die Wehrkrone abgesenkt werden kann, so handelt es sich um ein Segmentwehr.

## Aufbau
Als Baumaterial ist Stahlbeton am meisten verbreitet. Die horizontale Wehrkrone kann rund oder elliptisch ausgeformt sein. Ziel der Ausrundung ist, Unterdruck auf dem Staukörper und damit Kavitation und dadurch bedingte Schäden am Bauwerk zu vermeiden.
Auf der Krone des Wehres findet ein Fließwechsel von Strömen nach Schießen statt, der im Tosbecken rückgängig gemacht wird.
Für sämtliche aquatische Lebewesen stellt das Überfallwehr ein unüberwindbares Hindernis dar. Aus diesem Grund werden an vielen Überfallwehren Umgehungsgerinne oder Fischtreppen angegliedert, an einigen Orten wird das Wehr durch eine Sohlrampe ersetzt.